# Liste des conseillers régionaux de Paris

## Mandature

### 2021-2028
La ville de Paris compte 44 conseillers régionaux sur les 209 élus qui composent l'assemblée du conseil régional d'Île-de-France issus des élections des 20 et 27 juin 2021.
| Identité | Identité                  | Parti    | Groupe | Autres mandat ou fonction                        |
| -------- | ------------------------- | -------- | ------ | ------------------------------------------------ |
|          | Frédéric Péchenard        | LR       |        | Conseiller de Paris                              |
|          | Nelly Garnier             | LR       |        | Conseillère de Paris                             |
|          | Yann Wehrling             | Ex MoDem |        |                                                  |
|          | Delphine Bürkli           | Horizons |        | Maire du 9e arrondissement de Paris              |
|          | Patrick Karam             | LR       |        |                                                  |
|          | Marie-Claire Carrère-Gée  | LR       |        | Conseillère de Paris                             |
|          | Pierre Liscia             | LR-SL    |        |                                                  |
|          | Jeanne d'Hauteserre       | LR       |        | Maire du 8e arrondissement de Paris              |
|          | Jérémy Redler             | LR       |        | Adjoint au maire du 16e arrondissement de Paris  |
|          | Catherine Michaud         | MR       |        |                                                  |
|          | Olivier Blond             | DVD      |        |                                                  |
|          | Béatrice Lecouturier      | ExMoDem  |        | Conseillère de Paris                             |
|          | Mustapha Saadi            | UDI      |        |                                                  |
|          | Emmanuelle Dauvergne      | LR       |        | Conseillère de Paris                             |
|          | Jean-Pierre Lecoq         | LR       |        | Maire du 6e arrondissement de Paris              |
|          | Alexandra Szpiner         | LR       |        |                                                  |
|          | Daniel-Georges Courtois   | Agir     |        | Conseiller de Paris                              |
|          | Alix Bougeret             | LR       |        | Adjointe au maire du 17e arrondissement de Paris |
|          | Olivier Mousson           | LC       |        |                                                  |
|          | Valérie Montandon         | LR       |        | Conseillère de Paris                             |
|          | Eric Schahl               | UDI      |        | Président de la fédération UDI de Paris          |
|          | Marion Pariset            | DVD      |        | Adjointe au maire du 15e arrondissement de Paris |
|          | Jack-Yves Bohbot          | LR       |        | Conseiller de Paris                              |
|          | Alexandra Nicol           | LR       |        |                                                  |
|          | Benoit Solès              | LR       |        |                                                  |
|          | Julien Bayou              | EÉLV     |        | Secrétaire national d'EÉLV                       |
|          | Audrey Pulvar             | DVG      |        | Adjointe à la maire de Paris                     |
|          | Paul Vannier              | LFI      |        |                                                  |
|          | Laurence Abeille          | EÉLV     |        |                                                  |
|          | Maxime des Gayets         | PS       |        |                                                  |
|          | Céline Malaisé            | PCF      |        |                                                  |
|          | Jean-Luc Dumesnil         | EÉLV     |        | Conseiller du 17e arrondissement de Paris        |
|          | Anne-Claire Jarry-Bouabid | G·s      |        |                                                  |
|          | Jean-Marc Germain         | PS       |        |                                                  |
|          | Vanessa Ghiati            | PCF      |        |                                                  |
|          | Jean-Baptiste Pegeon      | EÉLV     |        |                                                  |
|          | Emmanuelle Cosse          | LES      |        |                                                  |
|          | Guillaume Prevel          | PA       |        |                                                  |
|          | Cécile Dumas              | PCF      |        |                                                  |
|          | Marlène Schiappa          | LREM     |        | Ministre déléguée chargée de la Citoyenneté      |
|          | Julien Bargeton           | LREM     |        | Sénateur de Paris                                |
|          | Gypsie Bloch              | LREM     |        |                                                  |
|          | Pierre Baty               | MoDem    |        |                                                  |
|          | Philippe Ballard          | RN       |        | Député de la 2e circonscription de l'Oise        |
|          | Anne Daguenel             | RN       |        |                                                  |

### 2015-2021
Liste de gauche :
- Magali Alexandre (PS)
- Éric Coquerel (FDG)
- Frédéric Benhaïm (EELV)
- Julien Bayou (EELV)
- Fanélie Carrey-Conte (PS)
- Emmanuelle Cosse (EELV)
- Maxime Des Gayets (PS)
- Marie-Pierre de La Gontrie (PS)
- Muriel Guenoux (RDCE)
- Anne-Claire Jarry-Bouabid (PS)
- Pierre Kanuty (PS)
- Didier Mignot (FDG)
- Claire Monod (EELV)
- Jean-Luc Romero-Michel (PS)
- Stéphanie Veneziano (PS)
- Christine Frey (PS)

Liste de droite :
- Didier Bariani (UDI-PRV)
- Florence Berthout (LR)
- Pierre-Yves Bournazel (LR)
- Delphine Bürkli (LR)
- Frank Cecconi (UDI)
- Emmanuelle Dauvergne (LR)
- Clotilde Derouard (UDI-NC)
- Catherine Dumas (LR)
- Frédérique Dumas (UDI-NC)
- Agnès Evren (LR)
- Patrick Karam (LR)
- Brigitte Kuster (LR)
- Philippine Laniesse (MoDem)
- Jean-Pierre Lecoq (LR)
- Béatrice Lecouturier (MoDem)
- Jean-François Legaret (LR)
- Franck Margain (PCD)
- Valérie Montandon (LR)
- Déborah Pawlik (LR)
- Frédéric Péchenard (LR)
- Jérémy Redler (LR)
- Vincent Roger (LR)
- Mustapha Saadi (UDI-FED)
- Yann Wehrling (MoDem)

Liste Front national :
- Wallerand de Saint-Just
- Mathilde Androuët

### 2010-2015
La ville de Paris compte 41 conseillers régionaux sur les 209 élus qui composent l'assemblée du conseil régional d'Île-de-France issus des élections des 14 et 21 mars 2010.
Composition par ordre décroissant du nombre d'élus :
- UMP : 11 élus (dont 1 progressiste et 1 radical).
- EÉLV : 11 élus (originellement 6 verts et 5 Europe Écologie).
- PS : 11 élus.
- NC : 2 élu.
- MRC : 1 élu.
- PRG : 1 élu.
- DVG : 1 élu.

- PCF : 1 élu.
- PG : 1 élu.
- GU : 1 élu.

| Identité | Identité                   | Parti               | Groupe                           | Autres mandat ou fonction                                   |
| -------- | -------------------------- | ------------------- | -------------------------------- | ----------------------------------------------------------- |
|          | Nadège Abomangoli          | PS                  | PS et apparentés                 |                                                             |
|          | Guillaume Balas            | PS                  | PS et apparentés                 | Président du groupe PS et apparentés                        |
|          | Véronique Bensaid          | LP - UMP            | Majorité présidentielle          |                                                             |
|          | Pierre-Yves Bournazel      | UMP                 | Majorité présidentielle          | Conseiller de Paris                                         |
|          | Grégoire Chertok           | PR - UMP            | Majorité présidentielle          | Adjoint au maire du 16e arrondissement de Paris             |
|          | Éric Coquerel              | PG                  | Front de gauche et Alternatifs   |                                                             |
|          | Emmanuelle Cosse           | EÉ puis EÉLV        | Europe Écologie - Les Verts      |                                                             |
|          | Édith Gallois              | NC                  | Centre et apparentés             | Conseillère de Paris                                        |
|          | Marie-Claire Daveu         | UMP                 | Majorité présidentielle          |                                                             |
|          | Jean-Philippe Daviaud      | PS                  | PS et apparentés                 |                                                             |
|          | Pierre Dubreuil            | MRC                 | Mouvement républicain et citoyen |                                                             |
|          | Aude Évin                  | PS                  | PS et apparentés                 |                                                             |
|          | Mireille Ferri             | Les Verts puis EÉLV | Europe Écologie - Les Verts      |                                                             |
|          | Bastien François           | EÉ puis EÉLV        | Europe Écologie - Les Verts      |                                                             |
|          | Christine Frey             | PS                  | PS et apparentés                 | Adjointe au maire de Paris.                                 |
|          | Danièle Giazzi             | UMP                 | Majorité présidentielle          | Conseillère de Paris                                        |
|          | Christophe Girard          | PS                  | PS et apparentés                 | Conseiller de Paris, maire du 4e arrondissement             |
|          | Muriel Guenoux             | PRG                 | PRG et MUP                       | Conseillère du 17e arrondissement.                          |
|          | Anne Hidalgo               | PS                  | PS et apparentés                 | Maire de Paris                                              |
|          | Halima Jemni               | PS                  | PS et apparentés                 | Conseillère de Paris                                        |
|          | Chantal Jouanno            | UMP                 | Majorité présidentielle          |                                                             |
|          | Pierre Kanuty              | PS                  | PS et apparentés                 |                                                             |
|          | Patrick Karam              | UMP                 | Majorité présidentielle          |                                                             |
|          | Brigitte Kuster            | UMP                 | Majorité présidentielle          | Conseillère de Paris, maire du 17e arrondissement de Paris  |
|          | Jean Lafont                | Les Verts puis EÉLV | Europe Écologie - Les Verts      |                                                             |
|          | Benjamin Lancar            | UMP                 | Majorité présidentielle          |                                                             |
|          | Marie-Pierre de La Gontrie | PS                  | PS et apparentés                 | Conseillère de Paris                                        |
|          | Pierre Laurent             | PCF                 | Front de gauche                  |                                                             |
|          | Laure Lechatellier         | Les Verts puis EÉLV | Europe Écologie - Les Verts      |                                                             |
|          | Jean-François Legaret      | UMP                 | Majorité présidentielle          | Conseillère de Paris, maire du 1er arrondissement de Paris. |
|          | Augustin Legrand           | EÉ puis EÉLV        | Europe Écologie - Les Verts      |                                                             |
|          | Robert Lion                | EÉ puis EÉLV        | Europe Écologie - Les Verts      |                                                             |
|          | Céline Malaisé             | GU                  | Front de gauche                  |                                                             |
|          | Marc-Pierre Mancel         | PS                  | PS et apparentés                 |                                                             |
|          | Janine Maurice-Bellay      | EÉ puis EÉLV        | Europe Écologie - Les Verts      |                                                             |
|          | Claire Monod               | Les Verts puis EÉLV | Europe Écologie - Les Verts      |                                                             |
|          | Jean-Marc Pasquet          | Les Verts puis EÉLV | Europe Écologie - Les Verts      |                                                             |
|          | Géraldine Poirault-Gauvin  | UMP                 | Majorité présidentielle          |                                                             |
|          | Vincent Roger              | UMP                 | Majorité présidentielle          | Conseiller d'arrondissement                                 |
|          | Jean-Luc Romero            | DVG                 | PRG et MUP                       |                                                             |
|          | Corinne Rufet              | Les Verts puis EÉLV | Europe Écologie - Les Verts      |                                                             |

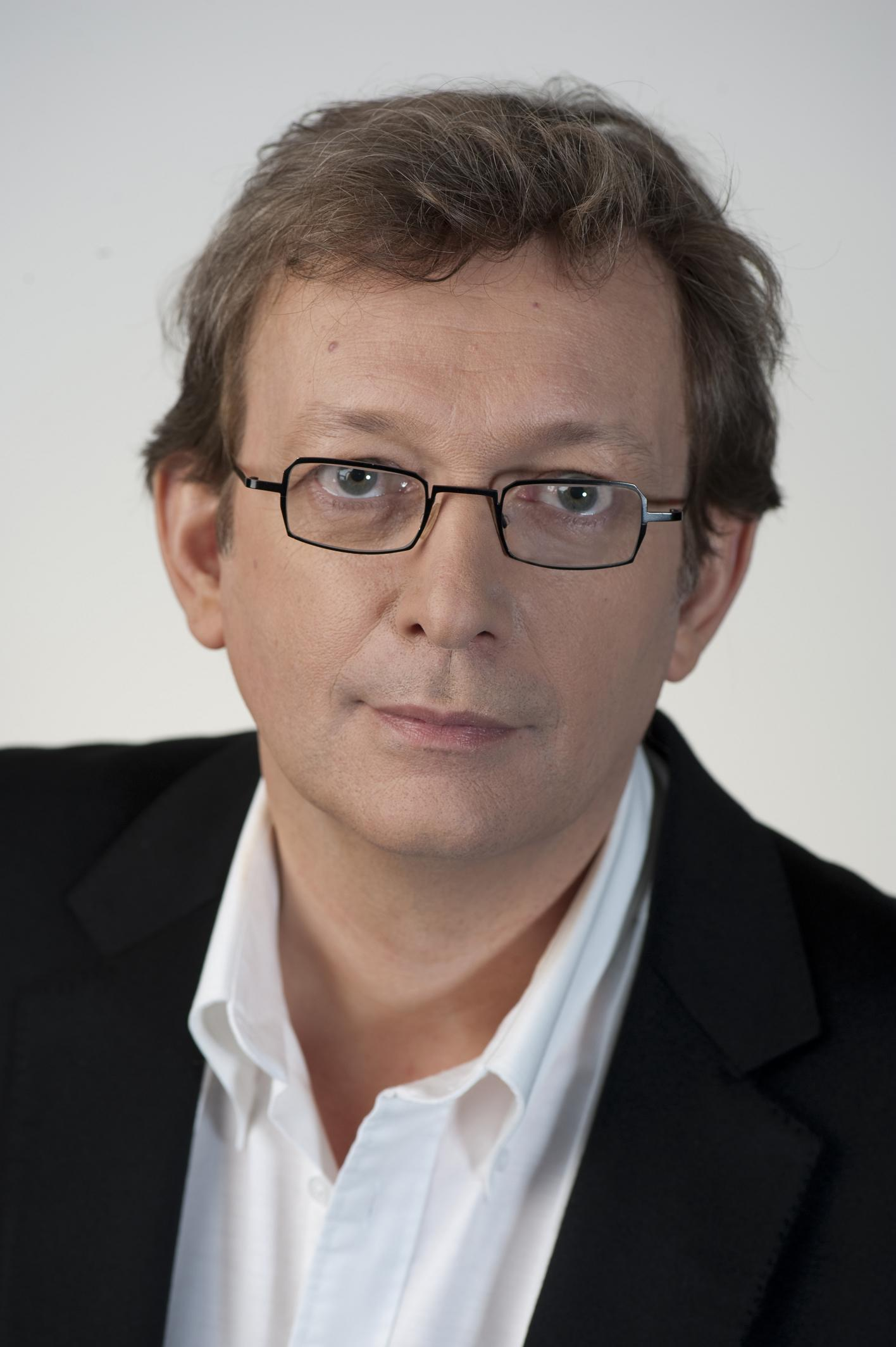
Pierre Laurent.
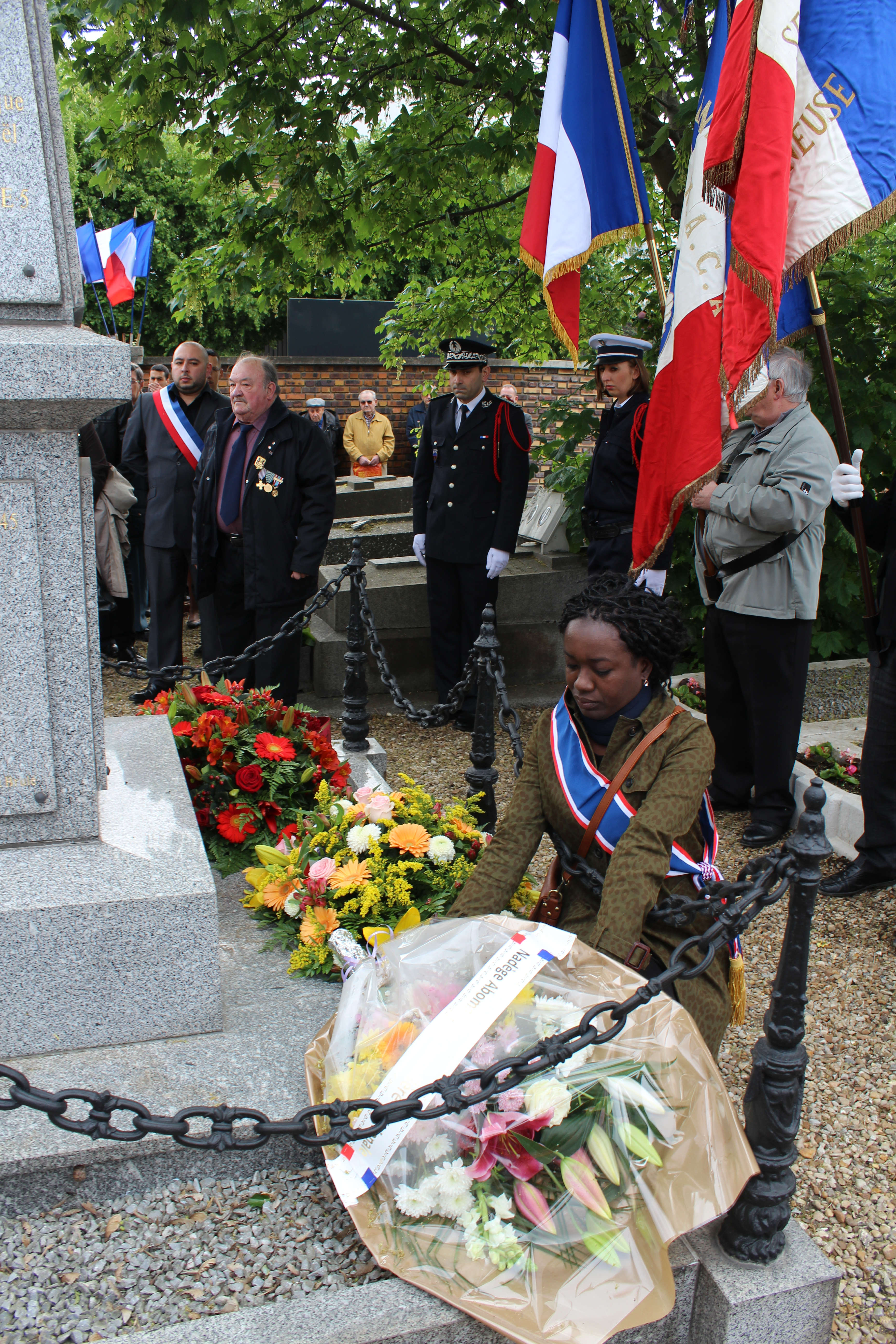
Nadège Abomangoli.
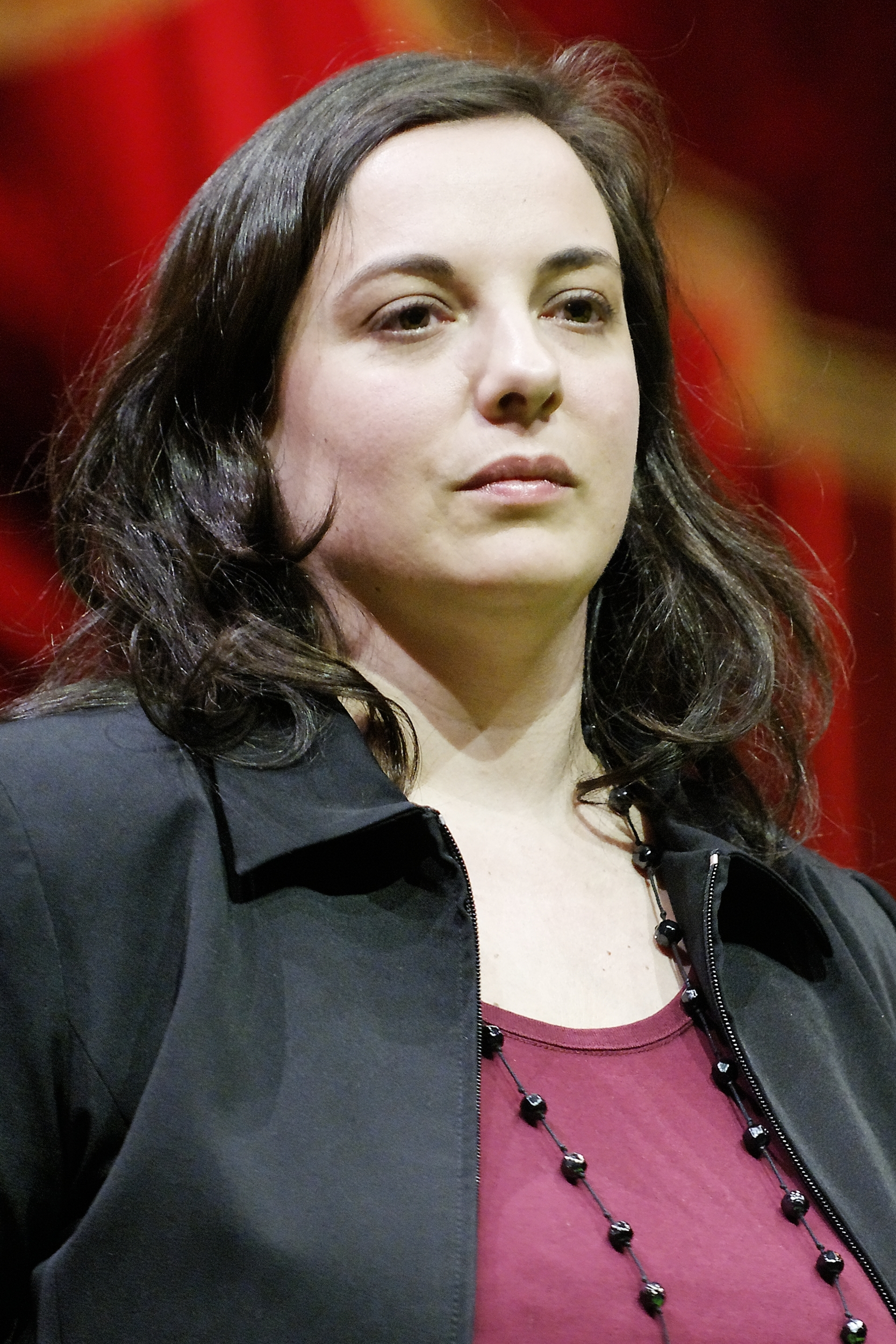
Emmanuelle Cosse.
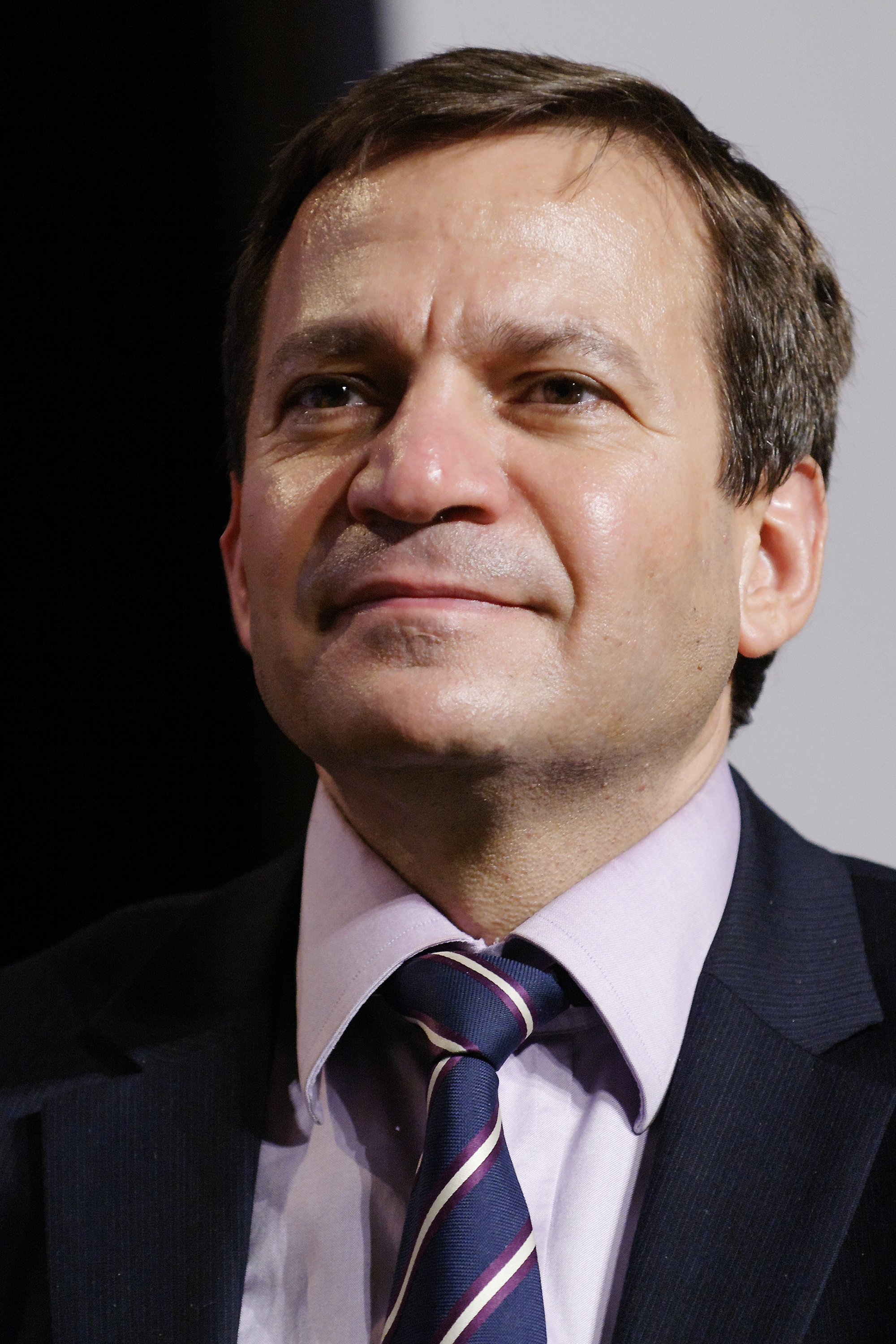
Patrick Karam.
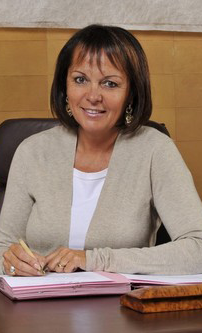
Brigitte Kuster.

### 2004-2010
Paris compte 41 conseillers régionaux sur les 209 élus qui composent l'assemblée du conseil régional d'Île-de-France issus des élections des 21 et 28 mars 2004.
Composition par ordre décroissant du nombre d'élus :
- PS : 13 élus
- UMP : 8 élus
- Verts : 7 élus
- MoDem : 4 élus
- CACR (Communiste-Alternative citoyenne républicaine) : 2 élus
- Divers gauche : 2 élus
- PDF : 2 élu
- MRC : 1 élu
- PRG : 1 élu

| Identité                   | Parti         | Autre mandat et fonction                            |
| -------------------------- | ------------- | --------------------------------------------------- |
| Gilles Alayrac             | PRG           |                                                     |
| Éric Azière                | MoDem         |                                                     |
| Guillaume Balas            | PS            |                                                     |
| Didier Bariani             | MoDem         |                                                     |
| Jean-Félix Bernard         | Les Verts     |                                                     |
| Florence Berthout          | UMP-MP        |                                                     |
| Patrice Bessac             | CACR (PCF)    |                                                     |
| Martial Bild               | PDF           |                                                     |
| Marie-Claire Carrère-Gée   | UMP-MP        | Conseillère de Paris                                |
| Marie-Claire Champoux      | PS            |                                                     |
| Éric Chevaillier           | PS            |                                                     |
| Daniel-Georges Courtois    | UMP-MP        |                                                     |
| Élisabeth de Fresquet      | MoDem         |                                                     |
| Marie-Pierre de La Gontrie | PS            | 1re vice-présidente et conseillère de Paris         |
| Philippe Ducloux           | PS            |                                                     |
| Frédérique Dumas           | UMP-MP        |                                                     |
| Aude Evin                  | PS            |                                                     |
| Éric Ferrand               | MRC           |                                                     |
| Mireille Ferri             | Les Verts     | 8e vice-présidente                                  |
| Yves Frémion               | Les Verts     |                                                     |
| Nicole Guedj               | UMP-MP        | Conseillère du 18e arrondissement de Paris          |
| Francine Guillaume         | Les Verts     |                                                     |
| Anne Hidalgo               | PS            | Adjointe au maire de Paris                          |
| Halima Jemni               | PS            |                                                     |
| Nathalie Kaufmann          | PS            |                                                     |
| Brigitte Kuster            | UMP-MP        | Maire du 17e arrondissement de Paris                |
| François Labroille         | Divers gauche |                                                     |
| Jean-François Lamour       | UMP-MP        | Conseiller et député de Paris                       |
| Claire Le Flecher          | PS            |                                                     |
| Vincent Le Roux            | UMP-CA        |                                                     |
| Martine Lehideux           | PDF           |                                                     |
| Zine-Eddine M'jati         | Les Verts     |                                                     |
| Alain-Pierre Peyraud       | PS            |                                                     |
| Jean-Vincent Placé         | Les Verts     | Président du groupe des élus Verts                  |
| Jean-Luc Romero            | UMP-MP        |                                                     |
| Marie-José Rossi           | PS            |                                                     |
| Corinne Rufet              | Les Verts     | Présidente de la Commission du Film d'Île-de-France |
| Véronique Sandoval         | CACR (PCF)    |                                                     |
| Anne Souyris               | Les Verts     |                                                     |
| Olivier Thomas             | PS            | Président de l'AEV-IDF                              |
| Sylviane Tropper           | MoDem         |                                                     |